# Олександр II (молдовський господар)
Олександр II (1429— 3 червня 1455) — молдовський господар (воєвода) (1450—1455), син господаря Іллі І та Марії Гольшанської. 
За сприянням польського короля Казимира IV Ягеллончика, в 1450 отримав молдовський трон з допомогою військ під проводом олеського старости Яна з Сенна і Олеська (Сененського). У цьому ж році проти нього розпочав війну син Богдана — брата Олександра «Доброго» — Богдан II . Олександр II (молдовський господар) знайшов притулок в Польщі та просив про допомогу. Вдаючи приязнь, Петро III Арон 26 жовтня 1451 р. в битві під Сучавою позбавив Богдана II (IV) життя та зайняв його місце, таку саму долю готував він і Олександру II, але той заховався в Білгороді і з допомогою польського короля був посаджений на молдовський трон. у 1453 р. склав присягу на вірність польському королеві.
1455 р. Петро III Арон отруїв Олександра II (молдовського господаря) і зайняв молдовський трон. 26 червня 1456 р. Петро III Арон склав перед королівським послом Андрієм Одровонжем в Сучаві присягу на вірність польському королю.
1450 р., в битві на Червоному (Красному) поблизу полі Васлуя проти військ Богдана II (IV), військо з малополяків, подільських, галицьких поляків, подолян, русинів зазнало поразки, був вбитий руський воєвода Петро Одровонж, а татари в той час спустошили подільські і руські землі.
Петро II — син Штефана II, з допомогою шваґра Янка Корвіня Гуняді, розпочав війну за молдовський трон з Романом II — сином Іллі І. З допомогою Угорщини 1448 р. він усунув Романа II та посів молдовський трон. В 1448 р., після смерті Романа II, він склав присягу на вірність польському королю Казимиру IV Ягеллончику. В 1449 р. втратив молдовський трон на користь Романового брата — Олександра II, який перед тим разом з матір'ю Марією Гольшанською перебував в наданій їй польським королем Коломиї.